# Wolvega
Wolvega est un village situé dans la commune néerlandaise de Weststellingwerf, dans la province de la Frise. Le 31 décembre 2023, le village comptait 13 395 habitants. 
Wolvega est située près des rivières Linde et Tjonger et borde les parcs naturels de Lindevallei et Wolvega-Zuid gérés par It Fryske Gea.
En tant que capitale de la commune de Weststellingwerf, Wolvega joue un rôle central important pour la région. Il y a plusieurs supermarchés et un grand nombre d'autres magasins dans le centre. En outre, le plus grand magasin d'ameublement du nord des Pays-Bas est situé à la périphérie du village et de nombreux cafés, restaurants (dont le restaurant étoilé Smink) et hôtels sont répartis dans tout le village. À Wolvega se trouve aussi un grand hippodrome, Drafbaan Victoria Park.

## Gare de Wolvega
Le bâtiment de la gare a été construit en 1865 et est du type standard 4e classe. Du lundi au vendredi, un TER de Nederlandse Spoorwegen circule deux fois par heure entre Leeuwarden et Lelystad Centre jusqu'à 20h30 avec un arrêt à Wolvega. Après 20h30 et pendant le week-end, c'est une fois par heure. Wolvega a donc des connexions directes avec Leeuwarden, Grou, Akkrum, Heerenveen, Steenwijk, Meppel, Zwolle, Kampen, Dronten et Lelystad.

## Personnalités
Monique Knol (1964-), championne olympique de cyclisme.

## Galerie

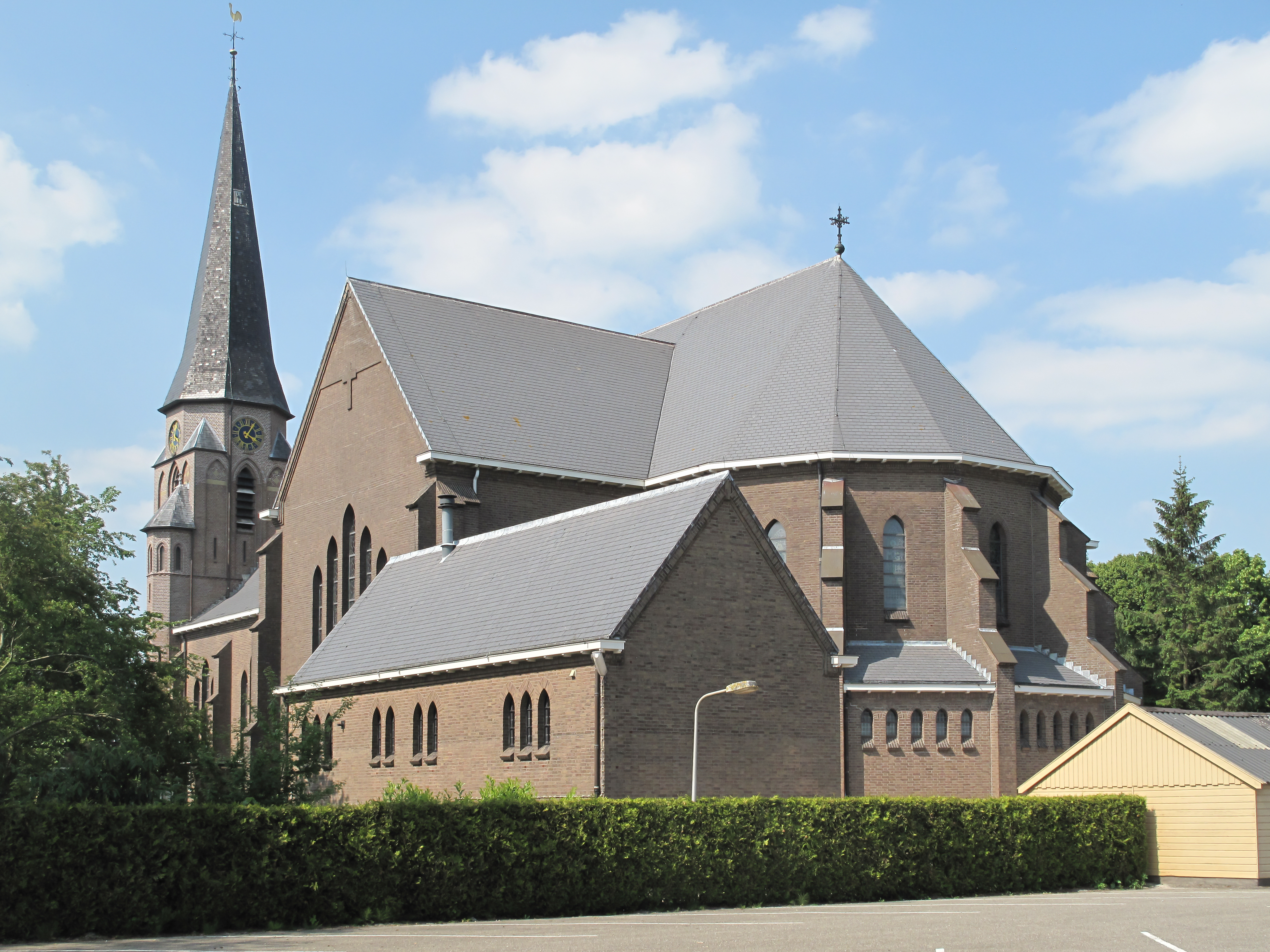
l'église: de Sint Franciscuskerk
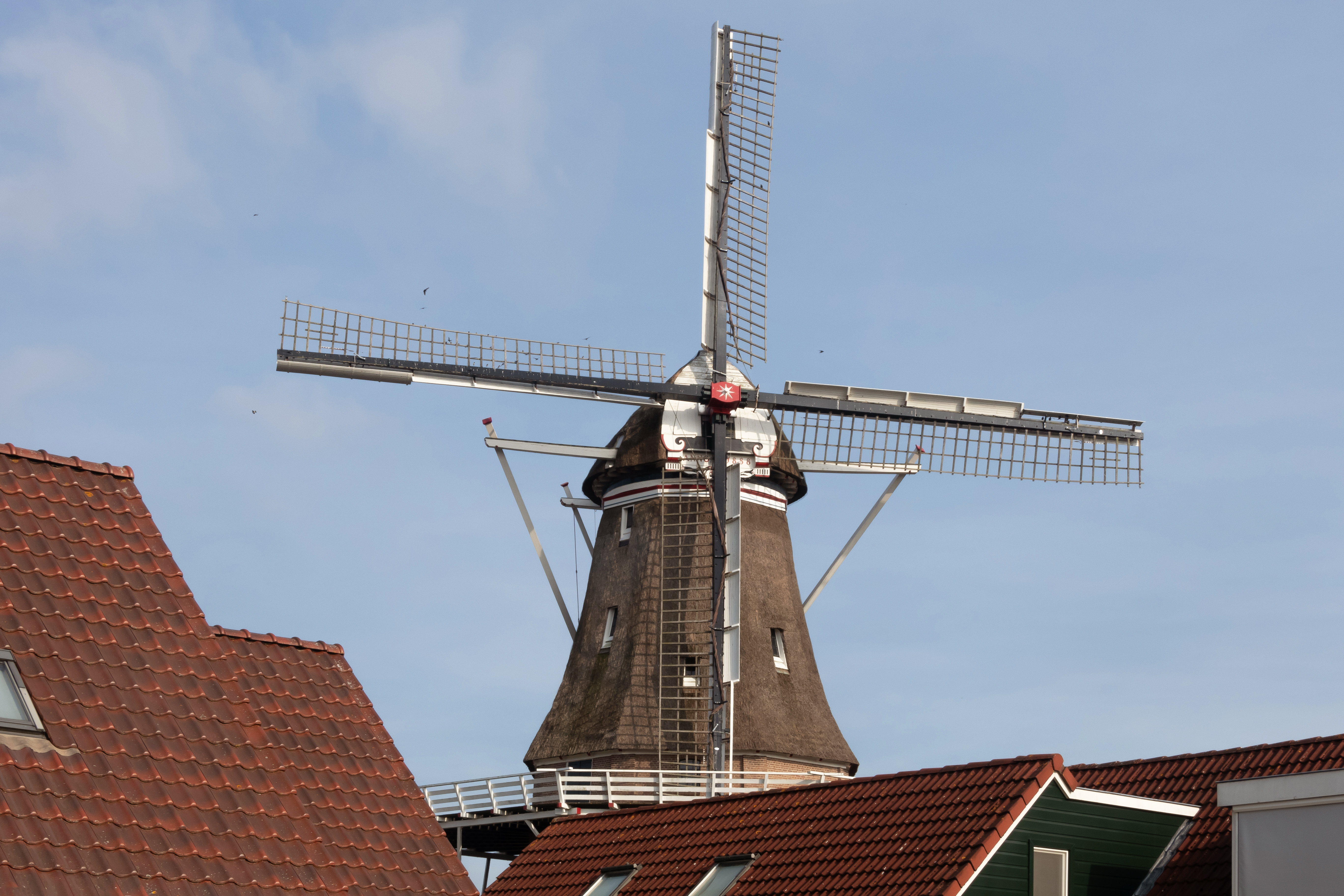
le moulin: molen de Windlust
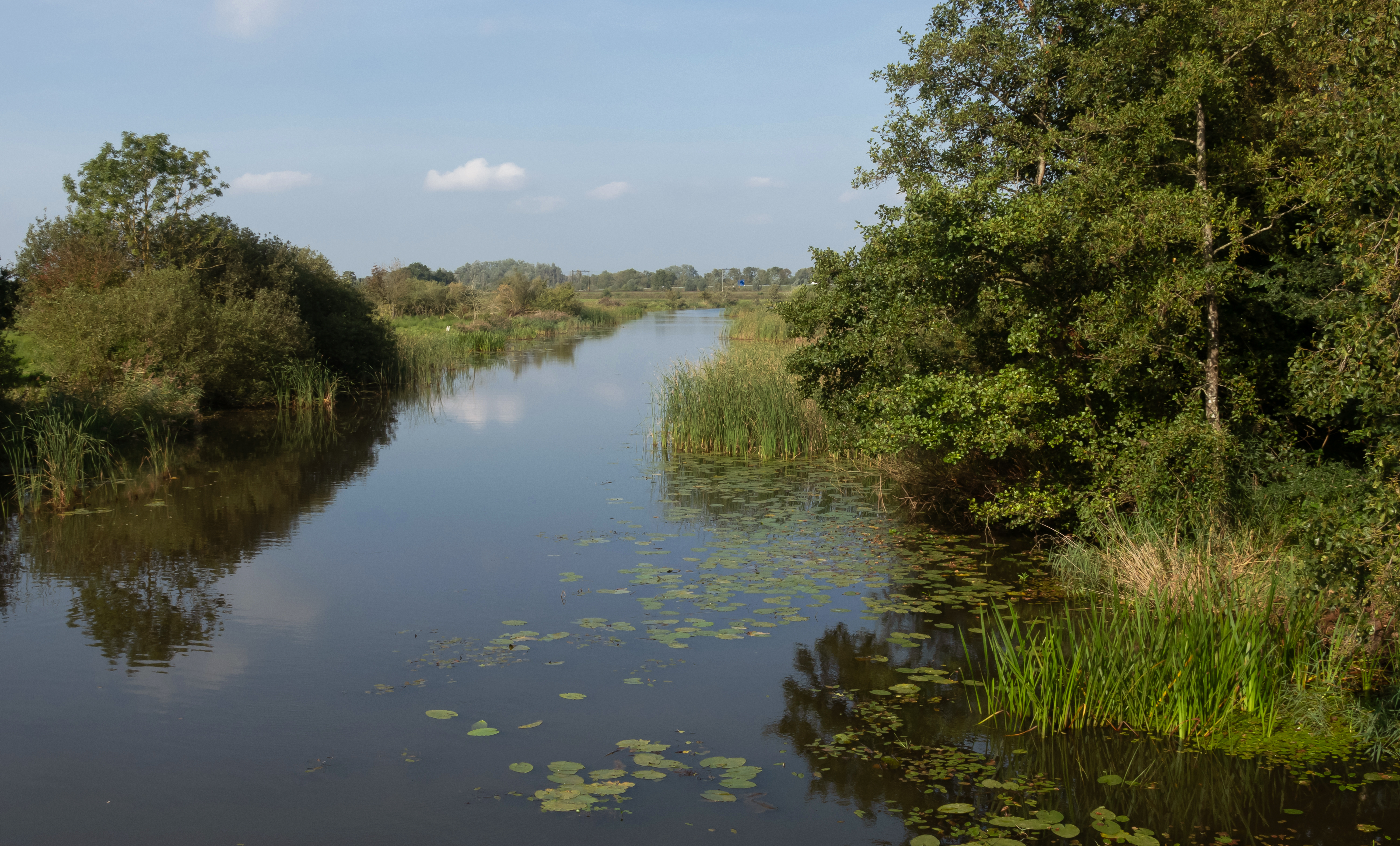
entre Wolvega et De Blesse, fleuve: Linde